# Thyca ectoconcha
Espèce
Synonymes
- Thyca (Bessomia) ectoconcha P. Sarasin & F. Sarasin, 1887[2]

Thyca ectoconcha est une espèce de petits mollusques gastéropodes appartenant au genre Thyca au sein de la famille Eulimidae.

## Distribution et habitat
Il s'agit d'une espèce parasite de Linckia multifora, les distributions sont similaires : T. ectoconcha est présent dans le bassin Indo-Pacifique et autour des îles de l'océan Indien, de la surface jusqu'à environ 30 m de profondeur.

## Description
Le coquillage est en forme de chapeau pointu s'enroulant vers le sommet.